# Karl-Heinz Kleber
Karl-Heinz Kleber (* 22. Januar 1929 in Stuttgart; † 10. Oktober 2017) war ein deutscher römisch-katholischer Theologe und Priester.

## Leben
Kleber arbeitete nach der Priesterweihe im Bistum Speyer als Kaplan in Speyer und in Landau, später als Präfekt in Speyer und Maria Rosenberg und Religionslehrer in Zweibrücken und Ludwigshafen. Nach der Promotion zum Dr. theol. 1968 in Mainz lehrte er von 1972 bis 1976 an der PTH Königstein im Taunus. Nach der Habilitation an der Universität Mainz 1976 lehrte er von 1978 bis zur Emeritierung 1994 als Professor für Moraltheologie an der Universität Passau. Er war unter anderem Mitglied der katholischen Studentenverbindung K.D.St.V. Oeno-Danubia Passau im CV.

## Schriften
- De parvitate materiae in sexto. Ein Beitrag zur Geschichte der katholischen Moraltheologie, ISBN 3791701991, Verlag F. Pustet 1971, 344 Seiten.

## Veröffentlichungen
- Karl-Heinz Kleber schrieb zahlreiche Artikel für das Biographisch-Bibliographische Kirchenlexikon (BBKL).[1]